# Biathlon na Zimowych Światowych Wojskowych Igrzyskach Sportowych 2010 – sprint indywidualnie kobiet

Biathlonowy indywidualny sprint kobiet na 1. Zimowych Światowych Wojskowych Igrzyskach Sportowych odbył się w dniu 22 marca 2010 w miejscowości Brusson położonej w regionie Dolina Aosty we Włoszech. Biathlon  – zimowa dyscyplina sportowa, łącząca bieg narciarski ze strzelectwem odbyła się dystansie 7,5 km. Zawody wygrała Polka Krystyna Pałka.

## Terminarz
| Data               | Godzina (UTC+01:00) | Wydarzenie |
| ------------------ | ------------------- | ---------- |
| 22 marca 2010(dts) | 12:30               | Finał      |

## Uczestniczki
W zawodach indywidualnych kobiet w biathlonie brało udział 45 zawodniczek z 15 państw. Reprezentacje narodowe mogły liczyć nie więcej niż 4 zawodniczek, ponieważ aby mogły uczestniczyć w turnieju drużynowym musiały liczyć minimum 3 plus rezerwowa biatlonistka. 

- Białoruś (3)
- Chiny (4)
- Estonia (1)
- Francja (2)
- Łotwa (3)
- Niemcy (3)
- Norwegia (4)
- Polska (4)
- Rosja (4)
- Rumunia (3)
- Stany Zjednoczone (3)
- Słowenia (2)
- Szwajcaria (1)
- Szwecja (3)
- Włochy (4)

## Medaliści
| Złoto                   | Srebro              | Brąz                      |
| Polska · Krystyna Pałka | Chiny · Wang Chunli | Włochy · Roberta Fiandino |

## Wyniki
| Klasyfikacja końcowa kobiet w biatlonie – indywidualnie | Klasyfikacja końcowa kobiet w biatlonie – indywidualnie | Klasyfikacja końcowa kobiet w biatlonie – indywidualnie | Klasyfikacja końcowa kobiet w biatlonie – indywidualnie | Klasyfikacja końcowa kobiet w biatlonie – indywidualnie | Klasyfikacja końcowa kobiet w biatlonie – indywidualnie |
| Miejsce                                                 | Bib                                                     | Zawodniczka                                             | Reprezentacja                                           | Czas                                                    | Uwagi                                                   |
| ------------------------------------------------------- | ------------------------------------------------------- | ------------------------------------------------------- | ------------------------------------------------------- | ------------------------------------------------------- | ------------------------------------------------------- |
| 01 !                                                    | 7                                                       | Krystyna Pałka                                          | Polska                                                  | 22:59,3                                                 |                                                         |
| 02 !                                                    | 1                                                       | Wang Chunli                                             | Chiny                                                   | 23:15,6                                                 |                                                         |
| 03 !                                                    | 15                                                      | Roberta Fiandino                                        | Włochy                                                  | 23:21,5                                                 |                                                         |
| 4.                                                      | 23                                                      | Anne Ingstadbjørg                                       | Norwegia                                                | 23:29,0                                                 |                                                         |
| 5.                                                      | 20                                                      | Marija Sadiłowa                                         | Rosja                                                   | 23:39,0                                                 |                                                         |
| 6.                                                      | 10                                                      | Anaïs Bescond                                           | Francja                                                 | 23:42,0                                                 |                                                         |
| 7.                                                      | 29                                                      | Song Chaoqing                                           | Chiny                                                   | 23:43,4                                                 |                                                         |
| 8.                                                      | 19                                                      | Tadeja Brankovič-Likozar                                | Słowenia                                                | 23:44,9                                                 |                                                         |
| 9.                                                      | 16                                                      | Magdalena Gwizdoń                                       | Polska                                                  | 23:45,8                                                 |                                                         |
| 10.                                                     | 2                                                       | Kari Henneseid Eie                                      | Norwegia                                                | 23:49,0                                                 |                                                         |
| 11.                                                     | 37                                                      | Jori Mørkve                                             | Norwegia                                                | 24:09,2                                                 |                                                         |
| 12.                                                     | 25                                                      | Andreja Mali                                            | Słowenia                                                | 24:12,0                                                 |                                                         |
| 13.                                                     | 28                                                      | Christa Perathoner                                      | Włochy                                                  | 24:16,1                                                 |                                                         |
| 14.                                                     | 14                                                      | Liu Yuanyuan                                            | Chiny                                                   | 24:17,0                                                 |                                                         |
| 15.                                                     | 22                                                      | Paulina Bobak                                           | Polska                                                  | 24:17,2                                                 |                                                         |
| 16.                                                     | 12                                                      | Liv-Kjersti Bergman                                     | Norwegia                                                | 24:19,4                                                 |                                                         |
| 17.                                                     | 26                                                      | Julie Carraz-Collin                                     | Francja                                                 | 24:20,6                                                 |                                                         |
| 18.                                                     | 17                                                      | Eveli Saue                                              | Estonia                                                 | 24:26,1                                                 |                                                         |
| 19.                                                     | 6                                                       | Mihaela Purdea                                          | Rumunia                                                 | 24:45,2                                                 |                                                         |
| 20.                                                     | 42                                                      | Karolina Pitoń                                          | Polska                                                  | 24:47,2                                                 |                                                         |
| 21.                                                     | 33                                                      | Elisabeth Voigt                                         | Niemcy                                                  | 24:59,6                                                 |                                                         |
| 22.                                                     | 11                                                      | Michela Andreola                                        | Włochy                                                  | 25:03,9                                                 |                                                         |
| 23.                                                     | 9                                                       | Madara Līduma                                           | Łotwa                                                   | 25:10,5                                                 |                                                         |
| 24.                                                     | 39                                                      | Barbara Ertl                                            | Włochy                                                  | 25:15,4                                                 |                                                         |
| 25.                                                     | 32                                                      | Tatiana Zevakhina                                       | Rosja                                                   | 25:23,5                                                 |                                                         |
| 26.                                                     | 30                                                      | Emelie Larsson                                          | Szwecja                                                 | 25:28,3                                                 |                                                         |
| 27.                                                     | 21                                                      | Darja Jurkiewicz                                        | Białoruś                                                | 25:38,7                                                 |                                                         |
| 28.                                                     | 3                                                       | Elin Mattsson                                           | Szwecja                                                 | 25:45,6                                                 |                                                         |
| 29.                                                     | 8                                                       | Olga Anisimowa                                          | Rosja                                                   | 25:57,6                                                 |                                                         |
| 30.                                                     | 27                                                      | Gerda Krumna                                            | Łotwa                                                   | 25:58,6                                                 |                                                         |
| 31.                                                     | 40                                                      | Anne Domeinski                                          | Niemcy                                                  | 26:00,7                                                 |                                                         |
| 32.                                                     | 4                                                       | Nadine Horchler                                         | Niemcy                                                  | 26:11,7                                                 |                                                         |
| 33.                                                     | 41                                                      | Liobov Petrova                                          | Rosja                                                   | 26:11,8                                                 |                                                         |
| 34.                                                     | 24                                                      | Iryna Babeckaja                                         | Białoruś                                                | 26:13,4                                                 |                                                         |
| 35.                                                     | 43                                                      | Liu Yuanyuan                                            | Chiny                                                   | 26:21,1                                                 |                                                         |
| 36.                                                     | 45                                                      | Kim Adolfsson                                           | Szwecja                                                 | 25:48,8                                                 |                                                         |
| 37.                                                     | 34                                                      | Simona Craciun                                          | Rumunia                                                 | 27:01,5                                                 |                                                         |
| 38.                                                     | 18                                                      | Anna Cwietowa                                           | Białoruś                                                | 27:08,0                                                 |                                                         |
| 39.                                                     | 5                                                       | Doris Trachsel                                          | Szwajcaria                                              | 27:17,4                                                 |                                                         |
| 40.                                                     | 38                                                      | Andrea Cioaca                                           | Rumunia                                                 | 27:33,0                                                 |                                                         |
| 41.                                                     | 35                                                      | Zana Juskane                                            | Łotwa                                                   | 27:41,4                                                 |                                                         |
| 42.                                                     | 13                                                      | Jennifer Wygant                                         | Stany Zjednoczone                                       | 28:10,7                                                 |                                                         |
| 43.                                                     | 36                                                      | Darja Nesterchik                                        | Rosja                                                   | 29:01,2                                                 |                                                         |
| 44.                                                     | 24                                                      | Erin Graham                                             | Stany Zjednoczone                                       | 30:21,5                                                 |                                                         |
| 45.                                                     | 44                                                      | Deborah Nordyke                                         | Stany Zjednoczone                                       | 31:59,6                                                 |                                                         |